# Intercambio Midland
Intercambio Midland es una estación ferroviaria de cargas perteneciente al Ferrocarril General Belgrano.

## Ubicación
Se encuentra ubicada en la localidad de Piñeyro, Provincia de Buenos Aires, Argentina.

## Servicios
Se hacían servicios de cargas proveniente de la Estación Sola hacia Kilómetro 5, pero sin realizar tareas de logística.

## Historia
Fue creada por el Ferrocarril Midland (de allí su nombre) durante la primera mitad del siglo pasado para el intercambio de carga con el Ferrocarril Oeste, el Ferrocarril del Sud y la Compañía General de Ferrocarriles en la Provincia de Buenos Aires.
Todos ellos ferrocarriles de distintos propietarios y, salvo en el último, de distinto ancho de vía.
La estación registró movimiento de pasajeros, permitiendo a los usuarios del Ferrocarril Midland, ingresar a la Estación Solá, ubicada en la Ciudad de Buenos Aires por vías del Ferrocarril del Sud, ya que el primero, por ser una concesión provincial, tenía vetado el acceso a la Capital.
A principios de los años 1970, la importancia estratégica de esta estación se vio incrementada, ya que se construyeron los enlaces necesarios para conectar al Ferrocarril General Belgrano, sección sur, con el Puerto de Buenos Aires, pasando por esta estación.
El intercambio tenía varios desvíos particulares a su cargo, siendo el más importante el del Frigorífico Wilson, ubicado a orillas del Riachuelo.

## Imágenes

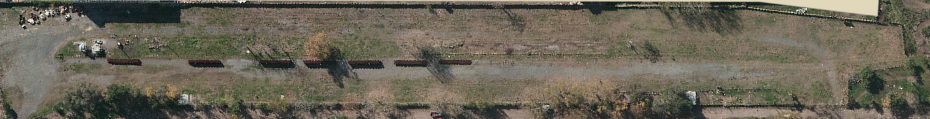
Panorama general hacia el año 2013